# Dying Fetus
I Dying Fetus sono un gruppo musicale death metal statunitense formatosi a Baltimora nel 1991.

## Storia

### Dal 1991 al 1999

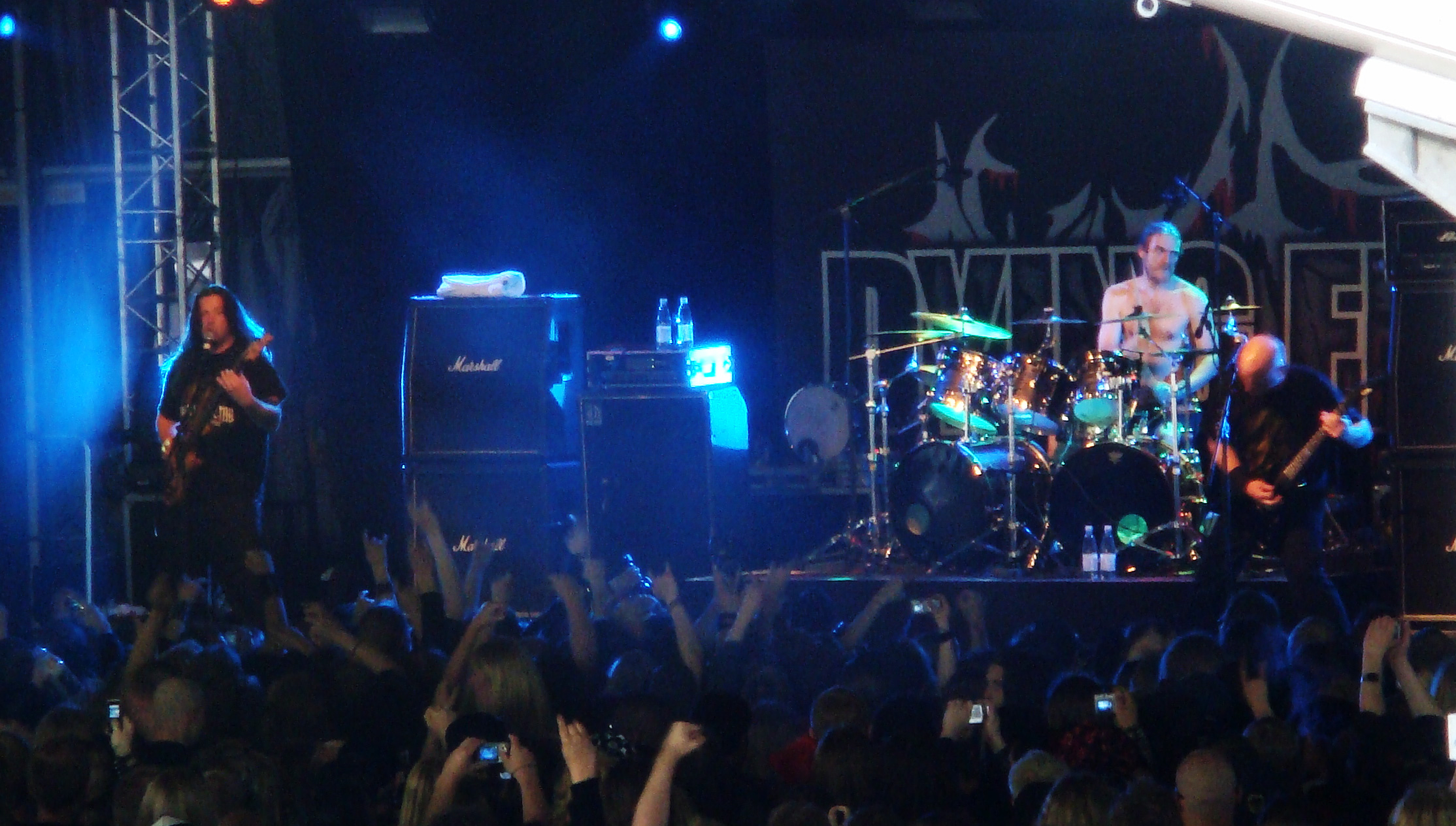
I Dying Fetus al Tuska Open Air a Helsinki nel 2008

I Dying Fetus si formano nel 1991 a Upper Marlboro nel Maryland durante l'esplosione del death metal ed emergeranno dall'underground grazie alla loro estrema mistura di elementi death e grind combinati con una tecnica virtuosa e strutture catchy.
Formati da John Gallagher alla chitarra e voce, Jason Netherton al basso e voce, Brian Latta alla chitarra e Rob Belton alla batteria, dopo aver pubblicato due demo Bathe In Entrails del 1993 e Infatuation With Malevolence del 1994, il gruppo si autoproduce il primo album nel 1995 (solo come riedizione dei due demo) che sarà intitolato ancora Infatuation With Malevolence e che sarà poi supportato da un tour nella East Cost americana. Nel 1996 la band realizza il secondo album Purification Through Violence che vedrà l'appoggio delle etichette Pulverizer (per l'America) e Diehard (per l'Europa). Questo album darà un forte scossone alla scena death metal mondiale, assopita a metà degli anni novanta per l'esplosione del black metal. Purification… è infatti un album che prende spunto dall'operato dei maestri del brutal death, i Suffocation, ed ha la particolarità di essere stato registrato usando tre tonalità di voce (quella bassa e rantolante di Gallagher e quella medio-bassa e alta-urlata di Netherton). Le strutture delle song presentano veloci accelerazioni alternati a rallentamenti, mentre le liriche saranno per lo più incentrate sui mali del pianeta e della società. Nel tour nordamericano per Purification…, i Dying Fetus saranno supportati dai deathsters canadesi Kataklysm e dai floridiani Monstrosity e il responso live sarà molto positivo.
Nel 1998 il gruppo registra il terzo album Killing On Adrenaline per l'etichetta tedesca Morbid Records e vede un avvicendamento alla batteria del giovane virtuoso Kevin Talley al posto del defezionario Rob Belton. Le coordinate del sound rimangono invariate sullo stile brutal death misto a grind, al quale si aggiunge un tocco di hardcore in alcuni pezzi. Con questo album la band toccherà anche l'Europa con un tour che comprenderà la Danimarca, la Spagna, la Germania, il Belgio e la Polonia e suonerà anche in parecchi festival metal.

### Dal 2000 ad oggi

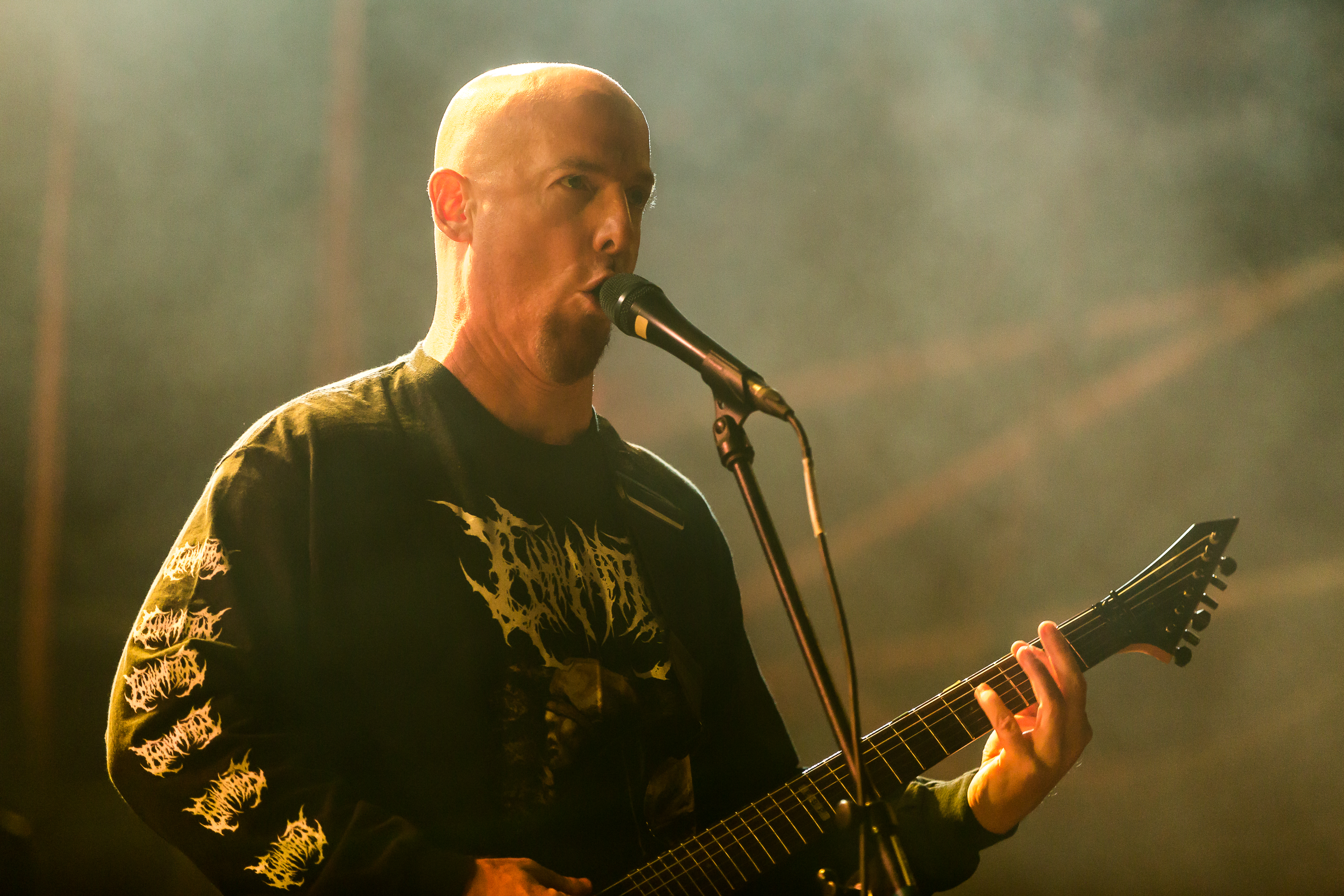
John Gallagher al Party.San Metal Open Air 2018

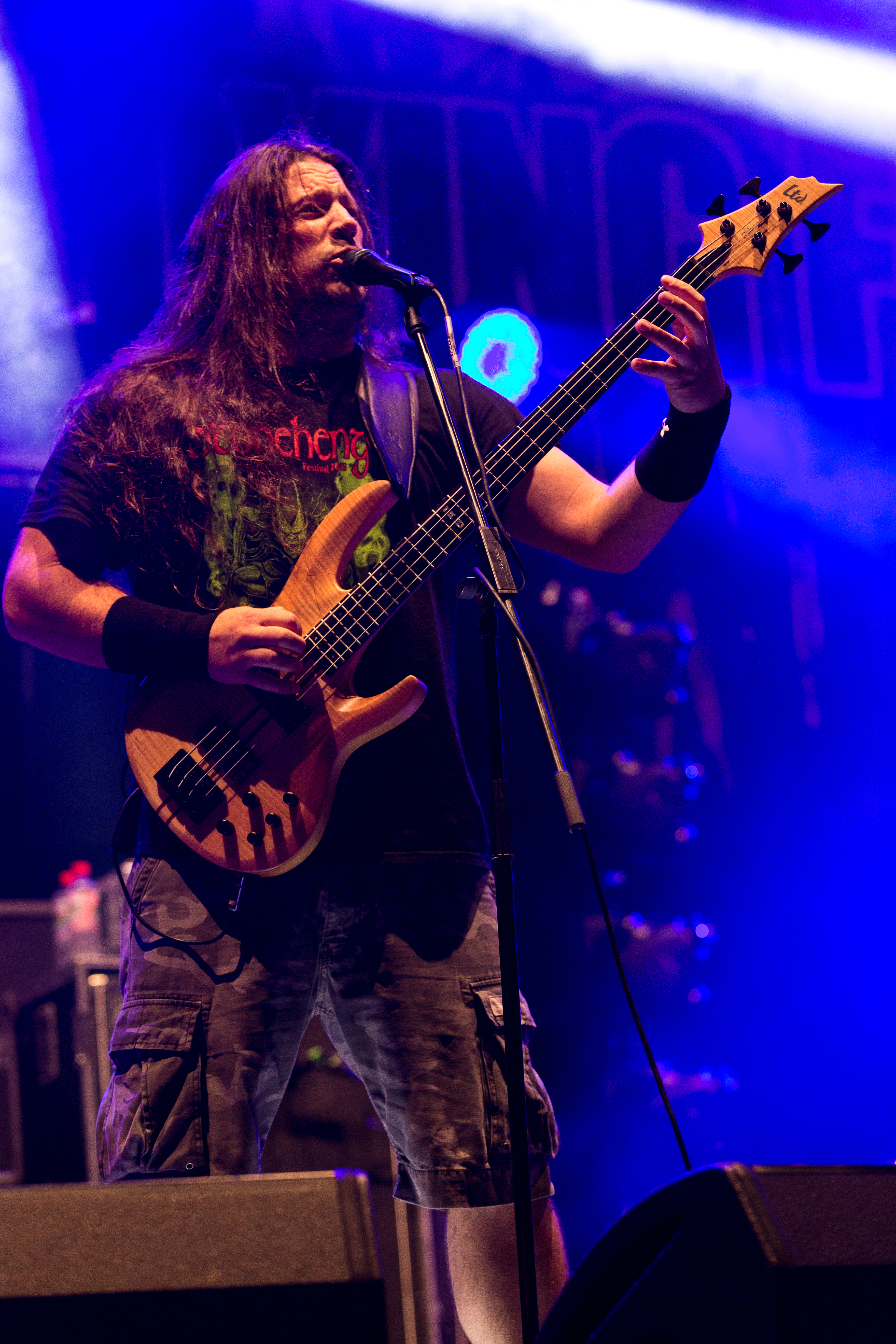
Sean Beasley al Party.San Metal Open Air 2016

Nel 2000 i Dying Fetus affrontano l'ennesimo cambio d'etichetta firmando per l'americana Relapse Records e subiscono inoltre un altro cambio nella formazione rimpiazzando il chitarrista Brian Latta (dedito come attore ai film porno) con Sparky Voyles. Con questa nuova formazione registrano un ep di vecchio materiale e covers, tra le quali saranno presenti una canzone rock ‘n roll scritta da Gallagher e una cover dei Baphomet. Questo ep uscirà per l'etichetta della band, la Blunt Force Records, che ristamperà anche tutto il loro vecchio catalogo con bonus tracks e copertine diverse. Nell'estate del 2000 il gruppo esce con il nuovo album Destroy The Opposition che segnerà il loro picco compositivo e una maturità sorprendente nel songwriting. Un pesante attacco musicale alle corporazioni del rock business, una brutale risposta allo stress quotidiano e alle pressioni della società odierna figlia del consumismo e dell'avidità.
L'album fu un successo e la band iniziò subito a suonare live per 16 mesi ininterrotti. 
Nel periodo successivo al tour, accadrà un terremoto in seno alla band che porterà alla scissione dei Dying Fetus in due tronconi: il chitarrista John Gallagher resterà il solo membro effettivo mentre Nehterton, Voyles e Talley lasceranno la band per formare i Misery Index. Gallagher volle continuare l'avventura e reclutò Sean Beasley al basso, Vince Mattews alla voce, Erik Sayenga alla batteria e Mike Kimball come chitarrista. Con questa rinnovata formazione il gruppo dà alle stampe nel 2003 l'album Stop At Nothing, una dichiarazione d'intenti già dal titolo. Le liriche (per lo più scritte dal chitarrista Kimball) sono incentrate su temi politici e all'interno del booklet sarà anche presente (e susciterà polemiche) una foto di Bin Laden dentro un mirino. Musicalmente, seppur un buon disco, Stop At Nothing sarà un'involuzione del sound della band del Maryland che riciclerà se stessa. Dopo qualche tour di supporto al disco la formazione subirà altri avvicendamenti in quanto sarà prima il cantante Vince Mattews a lasciare e poi il batterista Sayenga, sostituito da Duane Timlin.

## Stile
Il genere musicale dei Dying Fetus  è sicuramente ascrivibile al death metal, ma non è semplice da catalogare, in quanto la forte commistione tra brutal death, technical death, grind, il tutto con una venatura hardcore, pur rendendo questa band subito riconoscibile e dall'inconfondibile sound, ne rende difficile la precisa etichettatura all'interno del death metal. Secondo alcuni sarebbe death metal tecnico, ma mancano i tempi dispari; per altri deathgrind, ma il virtuosismo proposto va ben oltre questo genere; secondo altri ancora sarebbe una brutal death metal band, ma anche in quanto caso l'elemento hardcore renderebbe difficile tale impostazione rispetto ai canoni stilistici del genere. Il leader John Gallagher ha sempre dichiarato che la band suona essenzialmente death metal.

## Formazione

### Formazione attuale
- John Gallagher - voce, chitarra
- Sean Beasley - basso, voce
- Trey Williams - batteria

### Ex componenti
- Vince Matthews - voce
- Bruce Greig - chitarra
- Nick Speleos - chitarra
- Brian Latta - chitarra
- Sparky Voyles - chitarra
- Jason Netherton - basso, voce
- Rob Belton - batteria
- Kevin Talley - batteria
- Erik Sayenga - batteria
- Duane Timlin - batteria
- Mike Kimball - chitarra

## Discografia

### Album in studio
- 1996 - Purification Through Violence (Pulverizer Records)
- 1998 - Killing on Adrenaline (Morbid Records)
- 2000 - Destroy the Opposition (Relapse Records)
- 2003 - Stop at Nothing (Relapse Records)
- 2007 - War of Attrition (Relapse Records)
- 2009 - Descend Into Depravity (Relapse Records)
- 2012 - Reign Supreme (Relapse Records)
- 2017 - Wrong One to Fuck With (Relapse Records)
- 2023 - Make Them Beg for Death (Relapse Records)

### Split album
- 2003 - Deepred / Dying Fetus Split album (Relapse)

### Raccolte
- 1995 - Infatuation with Malevolence (Wild Rags Records)

### EP
- 2000 - Grotesque Impalement (Blunt Force)
- 2011 - History Repeats... (Relapse)

### Demo
- 1993 - Bathe in Entrails
- 1994 - Infatuation with Malevolence